# Ядав, Сантош
Сантош Ядав (англ. Santosh Yadav; род. 10 октября 1967, Ревари, Харьяна, Индия) — индийская альпинистка. Первая женщина, покорившая Эверест дважды, а также первая альпинистка, достигшая вершины, пройдя через стену Кангшунг.

## Биография
Родилась 10 октября 1967 года в деревне Джониавас в округе Ревари штата Харьяна и стала шестым ребёнком в семье, в которой уже было пять сыновей. 
Сначала она училась в местной школе, но затем, переехав в Дели, перевелась в столичную. После окончания средней школы она поступила в Колледж Махарани в Джайпуре. Позднее она поступила в Альпинистский институт имени Неру в Уттаркаши.
В 1992 году Ядав впервые покорила Эверест. На тот момент она стала самой молодой женщиной в мире, совершившей это восхождение. Через двенадцать месяцев она стала участницей индо-непальской женской экспедиции и во второй раз покорила Эверест, став первой женщиной, совершившей восхождение на вершину мира дважды. Ядав также является активной защитницей окружающей среды, принявшей участие в акции по сбору 500 кг мусора в Гималаях.
В 1994 году она была удостоена Национальной премии имени Тенцинга Норгея, а в 2000 году ей был вручён орден Падма Шри.